# عبد الرحمن سيفين
عبد الرحمن سيفين لاعب كرة قدم سعودي سابق في النادي الأهلي ونادي الوحدة.

## روابط خارجية
- عبد الرحمن سيفين على موقع عالم كرة القدم.نت (الإنجليزية)
- عبد الرحمن سيفين على موقع كووورة
- عبد الرحمن سيفين على موقع أوليمبيديا (الإنجليزية)